# Harald Mix
Olof Harald Mix, född 10 maj 1960 i Kristine församling i Falun, är en svensk finansman.

## Biografi

### Utbildning
Harald Mix har en Bachelor of Science-examen från Brown University i USA och en Master of Business Administration-examen från Harvard Business School.

### Karriär
Harald Mix började arbeta inom   finansbranschen i USA 1983. År 1993 var Mix med och grundade Industri Kapital där han var ansvarig för investeringar i Sverige och Finland. Han är idag verksam som delägare i riskkapitalbolaget Altor, som han var med och grundade 2002.
Tillsammans med Carl-Erik Lagercrantz grundade Harald Mix 2014 bolaget Vargas Holding. Vargas har bland annat grundat batteritillverkaren Northvolt och det planerade fossilfria stålverket H2 Green Steel.
Mix äger och driver tillsammans med sin fru hotellet Ett Hem i Lärkstaden, Stockholm. Via sitt bolag Fastighets AB Bombicilla äger han även fastigheten Sidensvansen 7 i Lärkstaden där han är bosatt (2022).
Harald Mix sommarpratade 2023.
Tillsammans med Max Martin äger Mix företaget Queenstreet Content.

### Familj
Han är gift med Jeanette Pedersen Mix och har två barn.